# Прапор Баришівки
Пра́пор Ба́ришівки — офіційний символ смт Баришівки Броварського району Київської області, затверджений 21 квітня 1998 року. Автор проекту прапора  — А. Гречило.

## Опис
Прапор Баришівки являє собою прямокутне полотнище з співвідношенням сторін 1:1, від древка до середини вільного краю йде синій клин, на якому жовтий лук із натягнутою стрілою (вістрям до древка), зверху та знизу на жовтому тлі — по малиновій 8-променевій зірці. 

## Джерело
- Гречило А. Герби та прапори міст і сіл України. — Львів, 2004. — Ч. 1. — С. 27.
- Коваленко Василь (науковий співробітник з питань охорони культурної та історичної спадщини відділу культури і туризму Баришівської райдержадміністрації) Баришівка: загальний опис